# Situationsbewusstsein
Das Konstrukt Situationsbewusstsein oder Lagebewusstsein (engl.: Situational Awareness, deshalb auch im Deutschen häufig mit SA abgekürzt) bezeichnet den Zustand, sich seiner Umgebung zutreffend bewusst zu sein, manchmal auch den Prozess, einen solchen Zustand zu erreichen.

## Modell
Zur Beschreibung des Prozesses, der zu einem zutreffenden Situationsbewusstsein führt, kann das Modell von Endsley verwendet werden. Danach läuft der Prozess folgendermaßen ab:
1. Die Objekte in der Umgebung werden wahrgenommen.
2. Ihre Bedeutung wird verstanden.
3. Die Veränderungen in der Umgebung und der zukünftige Zustand der Objekte werden zutreffend für eine ausreichende Zeitspanne vorhergesagt.

Danach folgen die – vom Situationsbewusstsein getrennten – Prozesse Entscheidung, Ausführungsplanung und Handlung.
Aus dem Modell ergibt sich, dass wichtige Voraussetzungen für ein Situationsbewusstsein die Fähigkeit zur Wahrnehmung und ein Mindestmaß an Aufmerksamkeit sind. Einflussgrößen, die zu einem guten Situationsbewusstsein beitragen, sind (nach Redden, 2001) Erfahrung, ausgebildete kognitive Fähigkeiten und hohe Geschwindigkeit und Genauigkeit der Wahrnehmung.

## Erfassung
Als Konstrukt ist Situationsbewusstsein nicht direkt messbar, fehlendes oder unzureichendes Situationsbewusstsein äußert sich auch nicht zwangsläufig in sichtbaren Fehlern, Zwischenfällen oder Unfällen. Folglich führt eine Beobachtung nur eingeschränkt zu Aussagen über das Situationsbewusstsein. Dennoch sind Beobachtung in der Arbeitsumgebung oder im Experiment und Befragung der Selbsteinschätzung Mittel zur Erfassung des Situationsbewusstseins.

## Bedeutung
Viele menschliche Tätigkeiten, vor allem in der Prozess- und Fahrzeugführung aber auch der Medizin, erfordern ein adäquates Situationsbewusstsein; viele Fälle von menschlichem Fehlverhalten können mit unzureichendem Situationsbewusstsein erklärt werden. Als Folge können technische oder organisatorische Maßnahmen eingeführt werden, die das Situationsbewusstsein erhöhen oder den Verlust des Situationsbewusstseins verhindern und damit die Sicherheit im Prozess, bei der Führung des Fahrzeuges oder generell im Mensch-Maschine-System erhöhen. Beispiele sind die ständige Darstellung relevanter Parameter in Prozessvisualisierungssystemen, automatische Ansage der Höhe beim Landeanflug oder die Klingel der Schreibmaschine kurz vor Erreichen des Zeilenendes.
Insbesondere in der Fliegerei wird der Thematik des Situationsbewusstseins – meist englisch als „Situation Awareness“ bezeichnet – seit Jahrzehnten große Aufmerksamkeit gewidmet. Hierbei werden sowohl die leistungs- und sicherheitskritischen Auswirkung mangelnder 'Situation Awareness' als auch die optimale Gestaltung der Mensch-Maschine-Schnittstelle im Sinne der Maximierung der 'Situation Awareness' von Piloten umfassend erforscht.